# Ma sœur de lait
Pour plus de détails, voir Fiche technique et Distribution.
Ma sœur de lait est une comédie française réalisée en 1938 par Jean Boyer.

## Fiche technique
- Réalisateur et scénariste : Jean Boyer
- Producteur : Raoul Ploquin
- Musique du film : Georges Van Parys
- Photographie : Otto Baecker
- Montage : Berndt von Tyszka
- Direction artistique : Max Knaake, Karl Vollbrecht
- Société de production : L'Alliance Cinématographique Européenne (ACE)
- Format :  Noir et blanc - 1,37:1 - 35 mm - Son mono
- Genre : Comédie
- Durée : 104 minutes
- Date de sortie : 
  - France - 11 mai 1938
- Affiche : Georges Dastor (France)

## Distribution
- Lucien Baroux : Cyprien
- Meg Lemonnier : Monique Dumas
- Henry Garat : Jacques Lorin
- André Alerme : Monsieur Dumas
- Mady Berry : Madame Cami
- Nane Germon : Isabelle
- Nina Myral : Mademoiselle Estève, la gouvernante
- Henri Nassiet : Le second régisseur
- Geneviève Guitry : Une jeune fille
- Georges Lannes : Navetzki
- Lucien Dayle : Lucien
- Olga Valery : Irène Moon
- Vincent Hyspa
- Jacqueline Yacowlew (Jacqueline Roman) : une jeune fille
- Ginette Darey : une jeune fille
- Sarah Rafale : la première infirmière
- Marcel Laporte : le speaker